# Farnborough (Hampshire)
Farnborough je město na severovýchodě hrabství Hampshire v Anglii, součást oblasti Rushmoor a Farnborough/Aldershot Built-up Area. Stopy Farnborough sahají do saských dob a zmíňka je i v Domesday Book z roku 1086. Název vznikl ze slova Ferneberga, což znamená "kopec kapradí". V roce 2011 zde žilo 65 034 obyvatel. Sídlí zde klub Farnborough FC.
Město se proslavilo díky svému spojení s letectvím - Farnborough Airshow, letiště Farnborough, Royal Aircraft Establishment a Air Accidents Investigation Branch.